# Большая Чернь
Большая Чернь — село в Болховском районе Орловской области. Входит в Злынское сельское поселение. Население — 270 чел. (2010).

## География
Село находится в северной части Орловской области, в лесостепной зоне, в пределах центральной части Среднерусской возвышенности. Расположено на берегу реки Нугрь рядом с деревней Криуша.
Уличная сеть представлена девятью объектами: Колодезная улица, Молодёжная улица, Музыкальный переулок, Набережная улица, Новоникольская улица, Садовая улица, Цветочная улица, Центральная улица и Школьный переулок.
Географическое положение: в 14 километрах от районного центра — города Болхов, в 45 километрах от областного центра — города Орёл и в 292 километрах от столицы — Москвы.
Часовой пояс
Село Большая Чернь, как и вся Орловская область, находится в часовой зоне МСК (московское время). Смещение применяемого времени относительно UTC составляет +3:00.
Климат близок к умеренно-холодному, количество осадков является значительным, с осадками даже в засушливый месяц. Среднегодовая норма осадков — 627 мм. Среднегодовая температура воздуха в Болховском районе — 5,1 °C.

## Население
Проживают (на 2017—2018 гг.) 305 жителей в ста пяти домах, 21 чел. — до 7 лет, 38 чел. — от 7 до 18 лет, 63 чел. — от 18 до 30 лет, 78 чел. — от 30 до 50 лет, 48 чел. — от 50 до 60 лет и 57 чел. — старше 60 лет.
| 2002 | 2010 |
| ---- | ---- |
| 285  | ↘270 |

Гендерный состав
По данным Всероссийской переписи населения 2010 года в гендерной структуре населения мужчины составляют 51,5% (139 чел.), женщины — 48,5% (131 чел.).

## Великая Отечественная война
На территории села расположена братская могила, в которой захоронено 390 павших в боях защитников родины. 

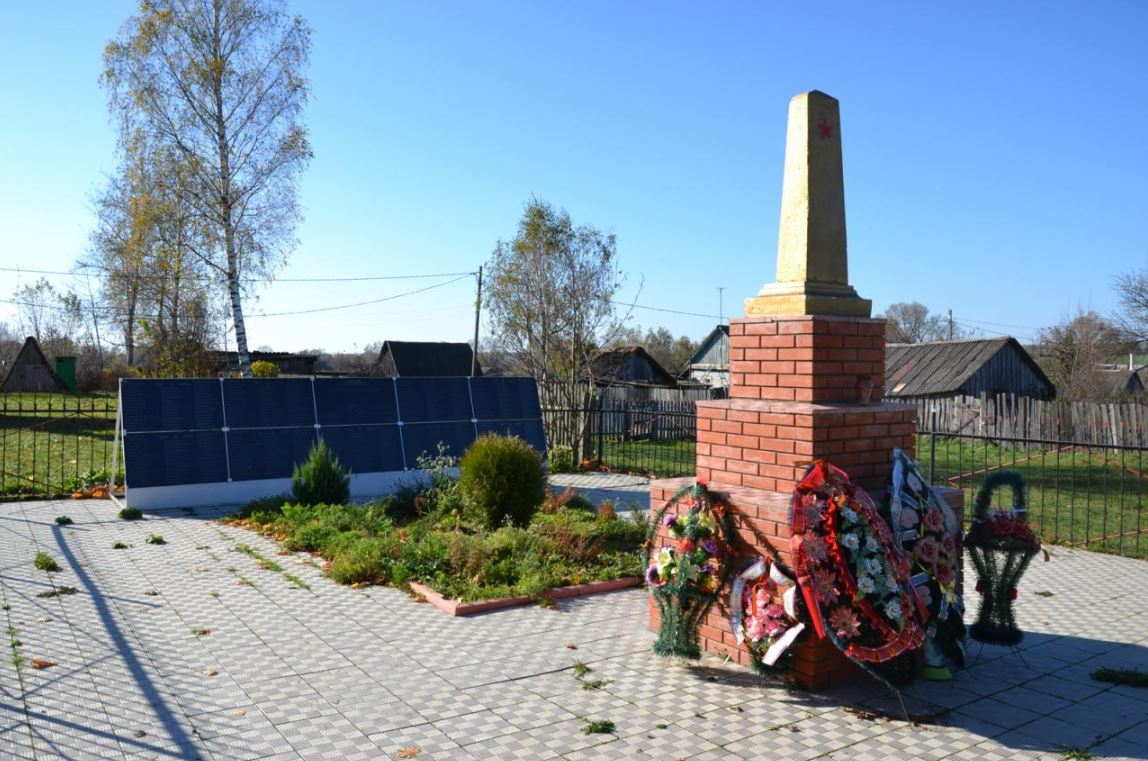
Братская могила в селе Большая Чернь

В братской могиле захоронены воины из:
- 16, 17 гв. мех.бригады., 30 танкового корпуса;
- 197 танк.бригады, 261 танкового корпуса;
- 23 танкового корпуса;
- 256 СТР7 бригады;
Перезахоронены из деревень Колонтаевка, Кр. Садок, Озерки, Скородумка, п.Богословский.

## Транспорт
Просёлочные дороги.